# Dendrobium monophyllum
Dendrobium monophyllum är en orkidéart som beskrevs av Ferdinand von Mueller. Dendrobium monophyllum ingår i släktet Dendrobium, och familjen orkidéer. Inga underarter finns listade i Catalogue of Life.